# Hubert Girault
Pour les articles homonymes, voir Girault.
Hubert Girault, né le 13 février 1957 à Saint-Maur-des-Fossés, est un chimiste franco-suisse, professeur à l'École polytechnique fédérale de Lausanne. 
Il est[Quand ?] directeur du Laboratoire d'électrochimie physique et analytique, expert en électrochimie aux interfaces entre deux électrolytes immiscibles, en dispositifs de laboratoire sur puce, en bio-analytique, en spectrométrie de masse, en fractionnement artificiel de l'eau (water splitting), de réduction de CO2 et de batteries redox
Le professeur Girault est l'auteur de plus de 600 publications scientifiques, avec plus de 20 000 citations et un indice h de 73.[réf. nécessaire] Il a également rédigé un manuel intitulé Électrochimie : Physique et Analytique, qui est également publié en anglais sous le titre Analytical and Physical Electrochemistry. Il est l'inventeur de plus de 17 brevets.[réf. nécessaire] En plus de son rôle de professeur à l'EPFL, il est également Professeur adjoint au Centre de recherche en ingénierie des instruments scientifiques innovants de ministère de l'Éducation chinois à l'université Fudan, Shanghai. Il a été professeur invité à l'ENS Cachan (Paris), à l'université Fudan (Chine), à l'université de Kyoto (Japon) ainsi qu’à l'université de Pékin (Chine) et à l'université de Xiamen (Chine)

## Biographie
Hubert Girault a obtenu son diplôme d'ingénieur en génie chimique à l'Institut polytechnique de Grenoble en 1979. En 1982, il a terminé sa thèse de doctorat intitulée à l'université de Southampton en Angleterre. De 1982 à 1985, il a été chercheur postdoctoral à l'université de Southampton, avant de devenir professeur de physique à l'Université d’Édimbourg. En 1992, il devient professeur de chimie physique à l'École polytechnique fédérale de Lausanne (EPFL), où il continue à enseigner. Il est également fondateur et directeur du Laboratoire d'électrochimie physique et analytique. Il a siégé à deux reprises en qualité de président de l’Institut de chimie, rebaptisé Institut des sciences chimiques et de l'ingénierie (CITI), de 1995 à 1997 et de 2004 à 2008. Il a également occupé le poste de directeur de l'enseignement de la chimie, commission chargée de la formation en chimie et en génie chimique à l'EPFL, section de chimie et génie chimique de 1997 à 1999 et de 2001 à 2004. Il a également été directeur du programme de doctorat en chimie de 1999 à 2000.
De 2011 à 2014, il a officié en qualité de doyen Bachelor & Master Studies à l'EPFL. Il a supervisé une réforme complète de l'enseignement et a initié la définition de nouveaux programmes dès septembre 2013. Ces innovations comprenaient en particulier l'introduction d'un nouveau programme d'études de première année avec deux tiers des cours communs pour toutes les sections scientifiques et techniques et un nouveau programme de baccalauréat intégrant plus étroitement cours magistraux, exercices et travaux pratiques. Il a également participé à une révision majeure des programmes de maîtrise et à l'introduction de formation en ligne ouverte à tous (FLOT) pour des cours spécifiques. En tant que Doyen, il a introduit diverses mesures pour améliorer le contrôle de qualité de l’enseignement, notamment par la création, pour chaque section, d'une commission académique responsable d’auditer annuellement tous les programmes. Il a également présidé les différents comités d’admission Bachelor et Master.
Au cours de sa carrière, il a supervisé plus de 60 doctorants et formé de nombreux boursiers postdoctoraux. 28 anciens thésards ou post-docs sont à ce jour[Quand ?] professeurs au Canada, en Chine, Danemark, France, Irlande, Japon, Corée, Singapour, Royaume-Uni et États-Unis. L'enseignement a représenté une partie majeure de ses activités, et ses cours ont constitué les bases d'un manuel intitulé : Électrochimie physique et analytique et traduit en anglais sous le titre  Analytical and Physical Electrochemistry.
Entre 1996 et 2001, il a été rédacteur associé du Journal of Electroanalytical Chemistry. Il est également vice-président des Presses polytechniques et universitaires romandes. Il a siégé à de nombreux comités de rédaction et il est rédacteur en chef adjoint de Chemical Science (Royal Society of Chemistry). Le Prof. Girault a été Président de la division Électrochimie d'Euchems (de 2008 à 2010), et a été président de la réunion annuelle de la Société internationale d'électrochimie qui s’est déroulée à Lausanne en 2014.

## Entreprises
Le Prof. Hubert Girault est le fondateur de trois sociétés : 
- Dydropp (fondée en 1982, dissoute 1986), active dans la production d'unités de numérisation vidéo pour les mesures de tension de surface,
- Ecosse Sensors (fondée en 1990, qui fait maintenant partie d'Inverness Medical Technologies, USA) active dans la production d'électrodes de carbone par ablation laser pour la détection de métaux lourds,
- DiagnoSwiss (1999) toujours active dans la production de systèmes immunoessais rapides

## Distinctions
Le professeur Girault est l'auteur de plus de 500 publications scientifiques. Ses travaux ont été cités plus de 15 000 fois, lui donnant un indice h de 76 d'après Web of Science. 
Pour des raisons techniques, il est temporairement impossible d'afficher le graphique qui aurait dû être présenté ici.

Pour des raisons techniques, il est temporairement impossible d'afficher le graphique qui aurait dû être présenté ici.

En 2006, il a reçu la médaille Faraday par la Royal Society of Chemistry. L'année suivante, il a été nommé membre de l'International Society of Electrochemistry. Il a été nommé membre de la Société royale de chimie en 2009. Il a reçu le Prix de professeur invité du ministère chinois de l’Éducation de 2008 à 2011. En 2015, il a reçu le prix Reilley de l'American Society of Electroanalytical Chemistry. En 2018, il est classé 204ème dans le Global Thought Leader Index